# サント＝フロリーヌ
サント＝フロリーヌ （Sainte-Florine）は、フランス、オーヴェルニュ＝ローヌ＝アルプ地域圏、オート＝ロワール県のコミューン。

## 地理
サント＝フロリーヌは県の最も北の小郡に位置する。コミューンは浅いボウル型の地形の上にある。

## 歴史
封建時代初期から、オゾン領主はドメーヌから税を取り立てていた。このヴィッラは11世紀からの憲章に記されている。
サント＝フロリーヌには修道院があった。1641年には教会が建てられ、修道女が20人いた。アンシャン・レジーム時代最後の修道院長は、マリー・ド・ヴォルピリエールであった。
フランス革命後の国民公会時代には、コミューンはフロリーヌ＝ル＝シャルボン（Florine-le-Charbon）と改名させられていた。

## 人口統計
| 1962年 | 1968年 | 1975年 | 1982年 | 1990年 | 1999年 | 2006年 | 2012年 |
| ------ | ------ | ------ | ------ | ------ | ------ | ------ | ------ |
| 3291   | 3625   | 3673   | 3335   | 3021   | 3002   | 3105   | 3072   |

source=1999年までLdh/EHESS/Cassini、2004年以降INSEE

## 聖フロリーヌの伝説
フロリーヌは4世紀から6世紀の間にいた、信仰篤く清らかな若い娘であった。山育ちであり、狩に出ていた領主が彼女に会ったとき、フロリーヌはヒツジの見張りをしていた。彼女に魅せられた領主は、フロリーヌを連れて行こうとした。一人きりで無力であったフロリーヌは逃げた。突然、彼女はクーズ・ザルドとの境界となっている、そびえたつ崖の端を見つけた。彼女は汚されるより死を選んだ。フロリーヌは神に祈り、男から逃れるため崖から飛び降りた。奇跡が起こり、彼女は無事に反対側に着地できた。最終的に彼女は男に追いつかれ、首を切られた。別の説では、フロリーヌは奇跡が起きた後無傷であった。フロリーヌはオーヴェルニュで数年間暮らしたが、後に信仰を理由に斬首された。5月1日が彼女の祝日である。
マゾワール教区では聖フロリーヌの聖遺物を祀る。1932年、新しい聖堂が聖遺物のために建てられた。マゾワールの礼拝堂も再建された。

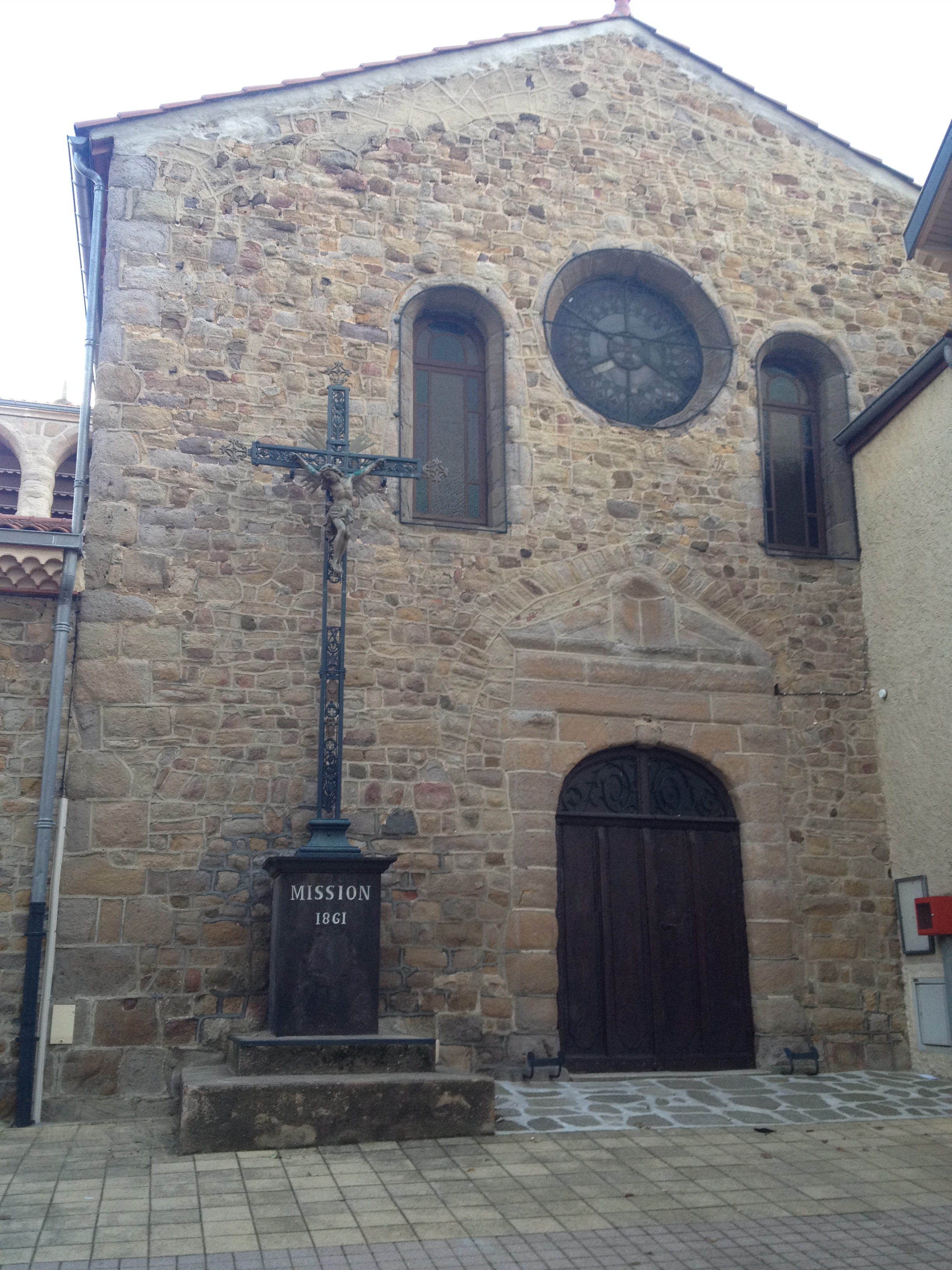
サント＝フロリーヌ教会
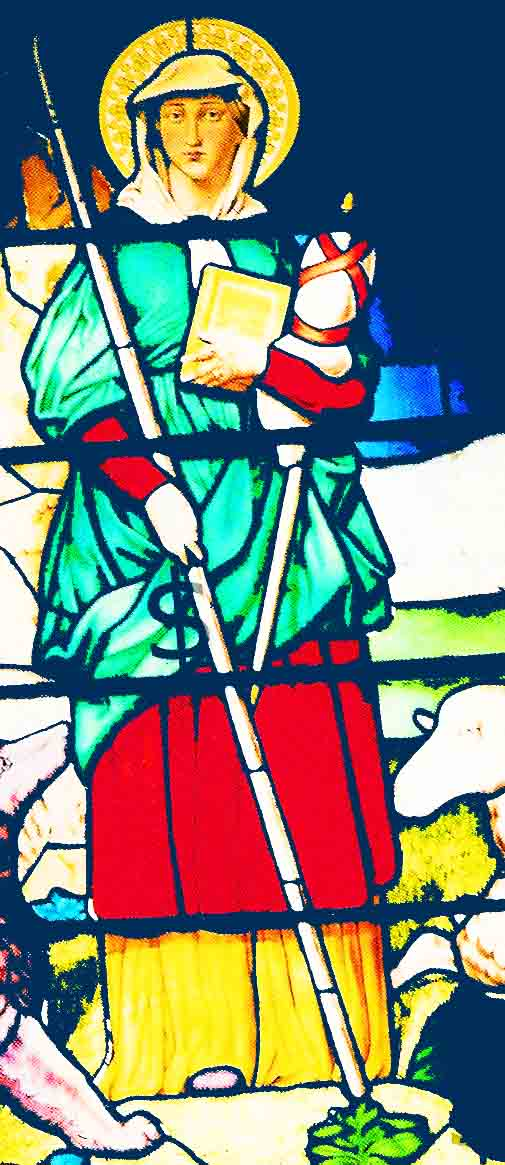
マゾワールの教会にある聖フロリーヌのステンドグラス
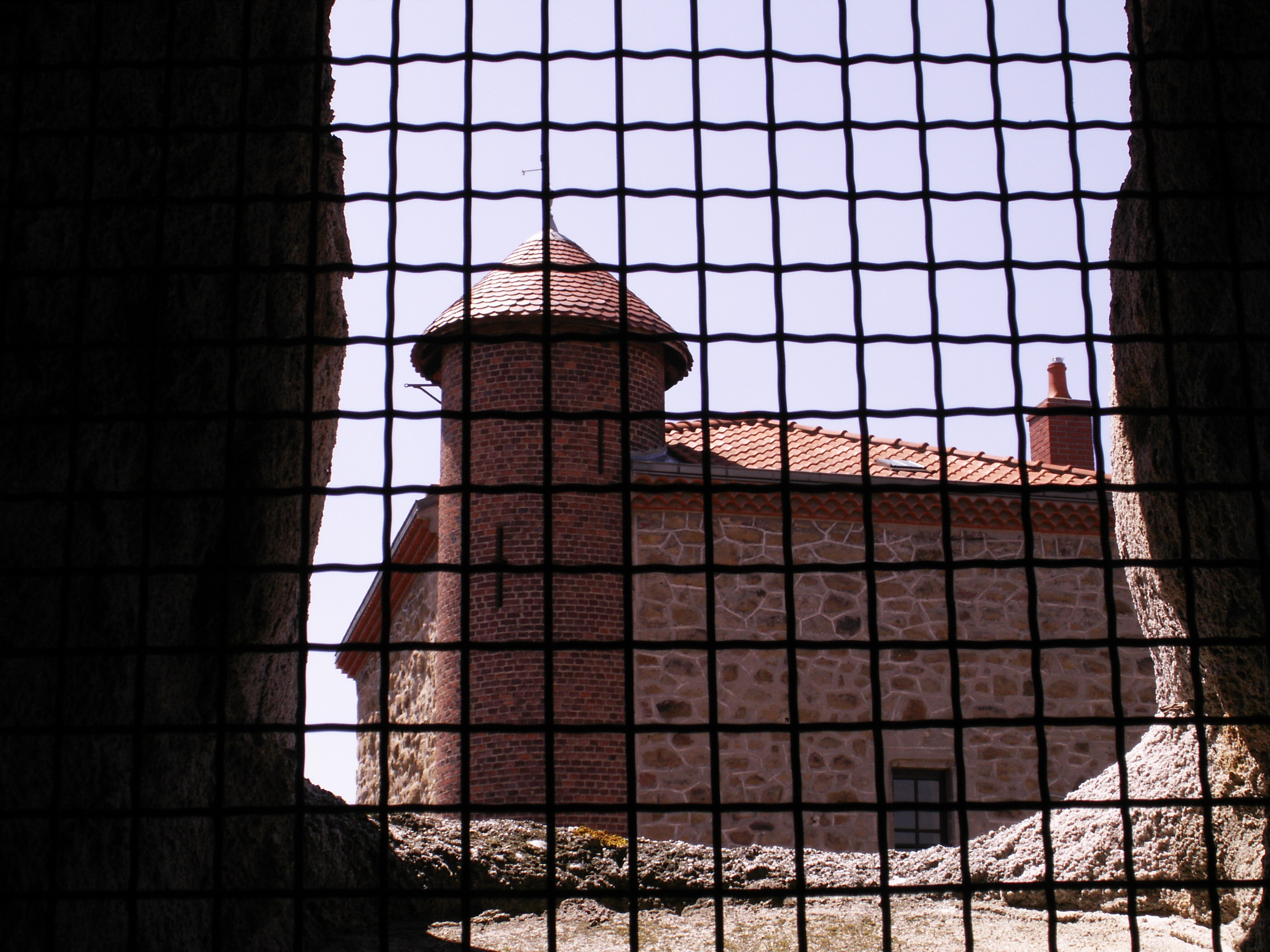
カレの塔